# سوکودجو نکامهوآ
سوکودجو نکامهوآ (انگلیسی: Sokoudjou؛ زادهٔ ۱۸ آوریل ۱۹۸۴) ورزشکار هنرهای رزمی ترکیبی و جودوکار اهل کامرون است.